# LET L-13 Blaník
L-13 Blaník este un planor biloc de instruire elementară și antrenament de zbor în dublă comandă, proiectat de Karel Dlouhý și produs de Let Kunovice din 1956. Este planorul produs și utilizat în cantitatea cea mai mare din lume.

## Istoric
Proiectul a fost realizat în 1956 de Karel Dlouhy și echipa sa. Fosta fabrică cehoslovacă de avioane LET din Kunovice, Moravia de Sud, a produs până în 1978 aproximativ 2700 de unități ale acestui model, dar împreună cu variantele derivate din modelul de bază, a depășit 3000 de exemplare. Motoplanorul L-13 J, care putea să decoleze independent, era echipat cu un motor Jawa M-150 și cu elice V-210 bipală din lemn, a fost prezentat pentru prima dată în 1968. Modelul succesor L-23 Super Blaník a fost construit începând din 1981, LET bazându-se pe succesul lui L-13. 

## Proiectare și construcție

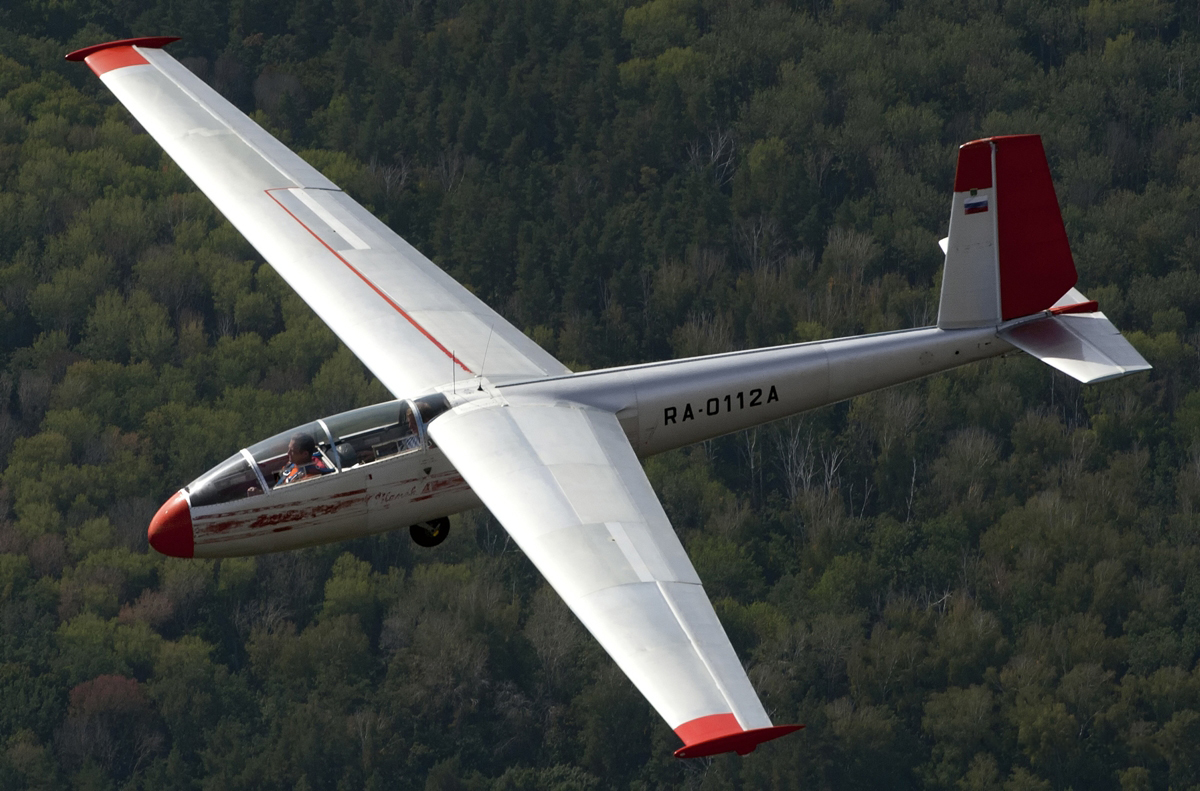
Planor Blanik: este vizibilă săgeata negativă a aripii.

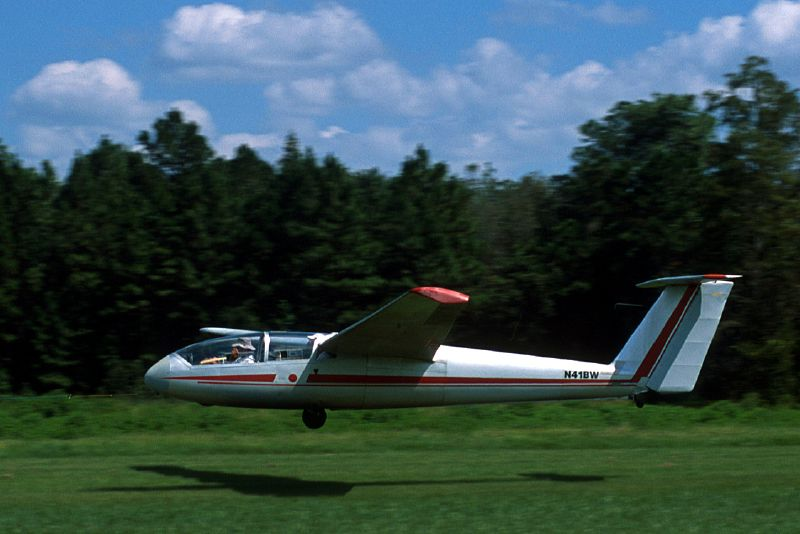
Planor L-23 Super Blaník, modelul L-13 cu ampenaj T.

L-13 Blaník este un planor biplas cu aripă la umăr în consolă, construcție din metal, cu ampenaj clasic. Piloții au locurile în tandem, cupola carlingii este formată din mai multe părți, secțiunea din mijloc se rabate spre dreapta pentru îmbarcare. Aripile în vedere de sus, au o formă trapezoidală cu o săgeată ușor negativă. Acestea au un profil aerodinamic laminar, bazat pe experiența obținută cu planorul Letov LF-107 Luňák și sunt echipate cu frâne aerodinamice în partea intradorsală cât și cea extradorsală și flapsuri de aterizare la bordul de fugă. Ampenajul cu foma trapezoidală este de tip convențional (clasic). Trenul principal de aterizare este cu amortizor și poate fi parțial escamotat: roata rămâne ieșită ușor din fuselaj, dar nu mai este amortizată. 
Succesorul L-23 Super Blaník (zbor inaugural 1988), are ampenaj în T, cupola din două părți și nu are clapete de aterizare. Caracteristicile de zbor sunt similare cu cele de la L-13.
Blanik Aircraft CZ s.r.o. lucrează la dezvoltarea în continuare a L-23 NG cu winglets, formă îmbunătățită a fuselajului, cupolă dintr-o singură bucată și performanță de zbor ușor îmbunătățită (finețe 31).

## Variante
L-13 AC (Acrobat)
După cum a fost preluat de pe pagina-web al  Blanik America, "L-13 AC Blaník, biplas, de construcție complet metalică, este o versiune pentru acrobație a lui L13 Blanik, destinată în primul rând antrenamentului de zbor acrobatic în dublă comandă, dar utilizat și pentru  instruire elementară. Are aceeași caarlingă ca și L23 Super Blanik cu cupolă dintr-o piesă, ampenajul unui L13 și aripi L23 scurtate. Utilizatorii ai lui L13 AC Blaník sunt aerocluburi și școli militare în care instructorii și alți piloți sunt instruiți în stăpânirea manevrelor aerobației aeriene de bază."
L-13 J
De asemenea, a fost dezvoltat un Blaník cu motor auxiliar Jawa, montat permanent pe un pilon deasupra fuzelajului în spatele carlingii.
L-13 TJ
(OK-3801) motoplanor experimental, monoloc prevăzut cu un motor cu reacție TJ-100C cu forță de decolare 1,0 kN de la První brněnská strojírna, Velká Bíteš, în apropiere de Brno.
Sportinė Aviacija SL-2P
cunoscut și ca Kensgaila VK-7. Un Blaník cu două fuzelaje, dezvoltat de Sportinė Aviacija în Lituania ca laborator zburător pentru testarea profilelor laminare. Profilele specimenelor sunt fixate pe un cadru de susținere ridicat între fuselaje. Această variantă este similară ca și concepție cu cea folosită la planorul Janus modificat, operat de DFVLR (astăzi DLR, Deutsches Zentrum für Luft- und Raumfahrt / Centrul German Aerospațial) în același scop.
L-13 A1
(Modificare făcută de australianul Dafydd Llewellyn) pentru a extinde durata de viață la oboseală de trei ori mai mult decât durata de viață de bază a planorului Blanik L-13.
L-13 B Bačostroj
planorul cu numărul de înregistrare (OK-8902), motoplanor experimental monoloc, având un motor Walter Mikron IIIA, de 48 kW.
(OK-8902) single-seat experimental motor glider with 
Aerotechnik L-13 Vivat
derivat din modelul de bază ca motoplanor de turism. Aripile, fuzelajul și ampenajul lui L-13 sunt cuplate la o cabină modificată de pilotaj cu locuri cot-la-cot și o instalație convențională a motorului de anti-incendiu, echipat cu un motor Walter Mikron IIIAE cu patru cilindri în linie, fie cu un motor Limbach L2000. În total s-au produs 164 exemplare.
TG-10 Blanik
United States Air Force Academy a comandat un număr mare de planoare L-13 Blaníc, pentru instruirea elevilor, viitorilor piloți.

## Date tehnice (L-13 Blaník)
Datele tehnice au fost preluate din: The World's Sailplanes:Die Segelflugzeuge der Welt:Les Planeurs du Monde Volume II
Caracteristici generale
- Echipaj: 2
- Anvergura: 16,2 m
- Lungime: 8,4 m
- Înălțimea: 2,1 m
- Suprafața aripii: 19,15 m²
- Diedrul aripii: 3°
- Alungirea aripii: 13,7
- Tren de aterizare: o roată cu amortizor, bechie
- Profilul aripii: NACA 63(2) A-615 (la încastrare) / NACA 63(2) A-612]] (la vârful aripii), Aripă la umăr, încastrată
- Greutate gol: 292 kg
- Greutate maximă: 500 kg
- Structură: complet metalică

Performanțe
- Viteza de angajare: 62 km/h (flaps 0°), 56 km/h (flaps 10°)
- Viteza maximă admisă (VNE): 240 km/h
- Viteza maximă admisă la rafală a vântului: 145 km/h
- Viteza maximă admisă în remorcare cu avion: 140 km/h
- Viteza maximă admisă în remorcare cu automosor: 100 km/h
- Viteza extremă: cu frâne aerodinamice 258 km/h
- Factor de sarcină: +5 -2.5 la 136 km/h
- Finețe maximă: 28,2 la 93 km/h
- Viteza de coborâre : 0,84 m/s la 83 km/h
- Încărcătura alară: 26,1 kg/m2

## Galerie foto

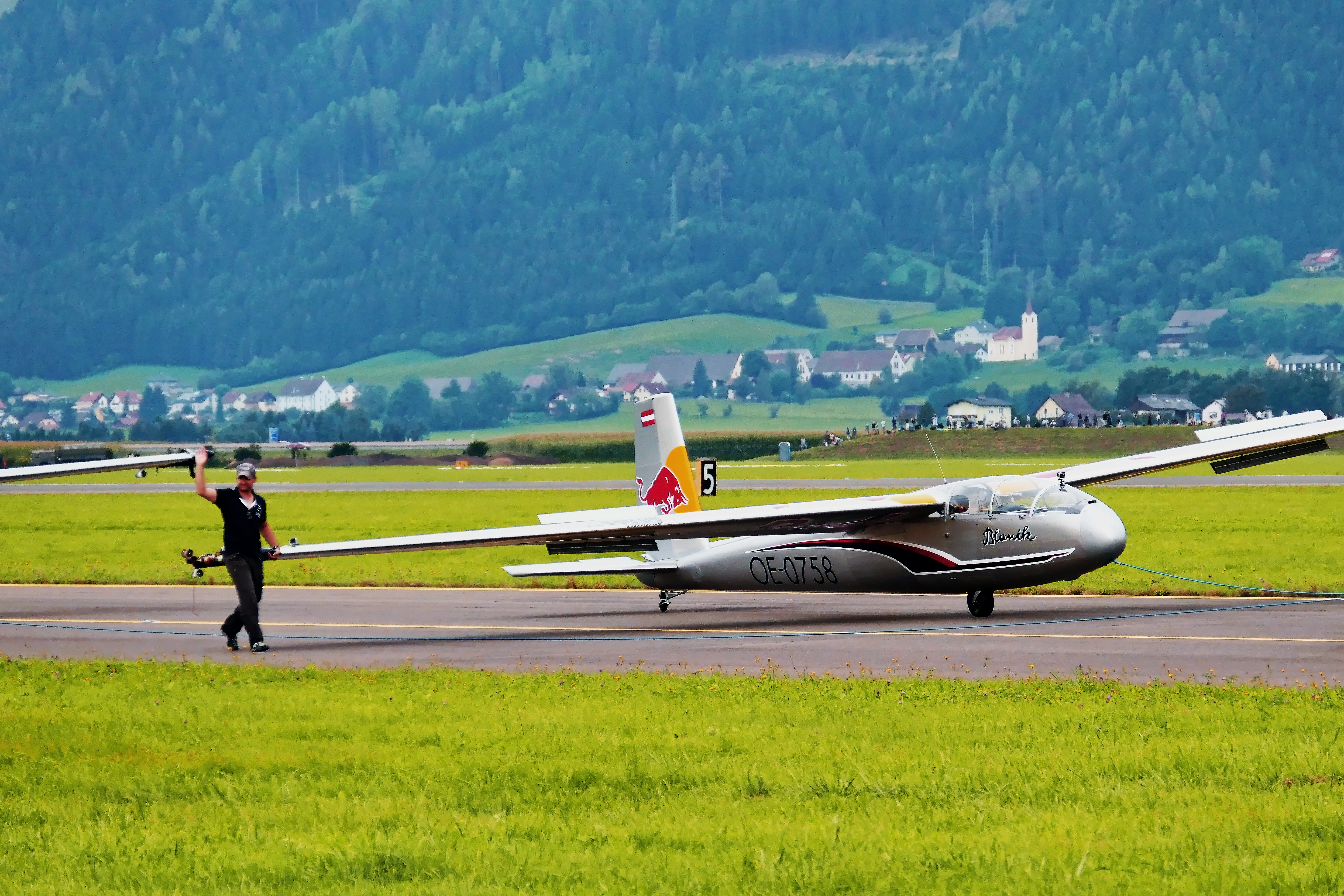
Blanik luând startul la AirPower în Zeltweg, Austria
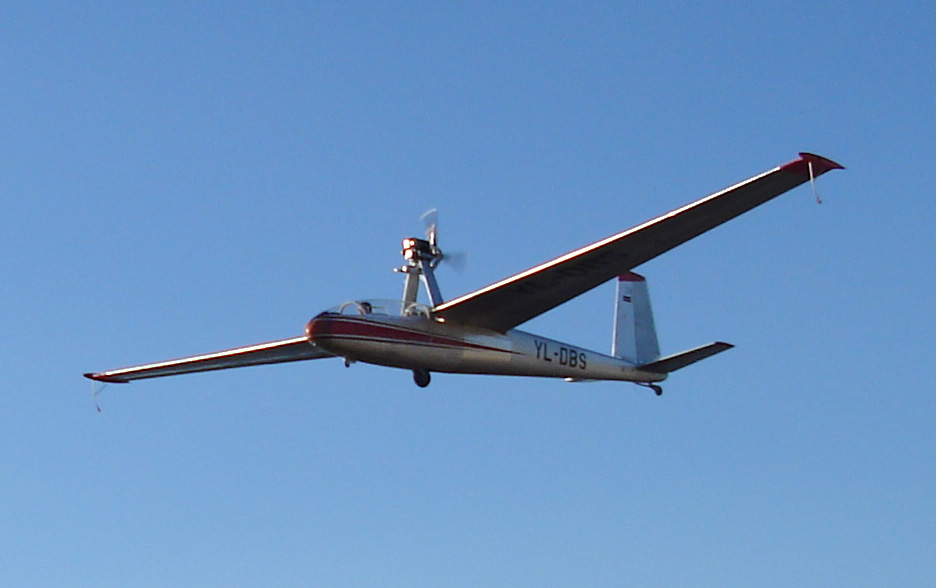
Motoplanorul L-13M
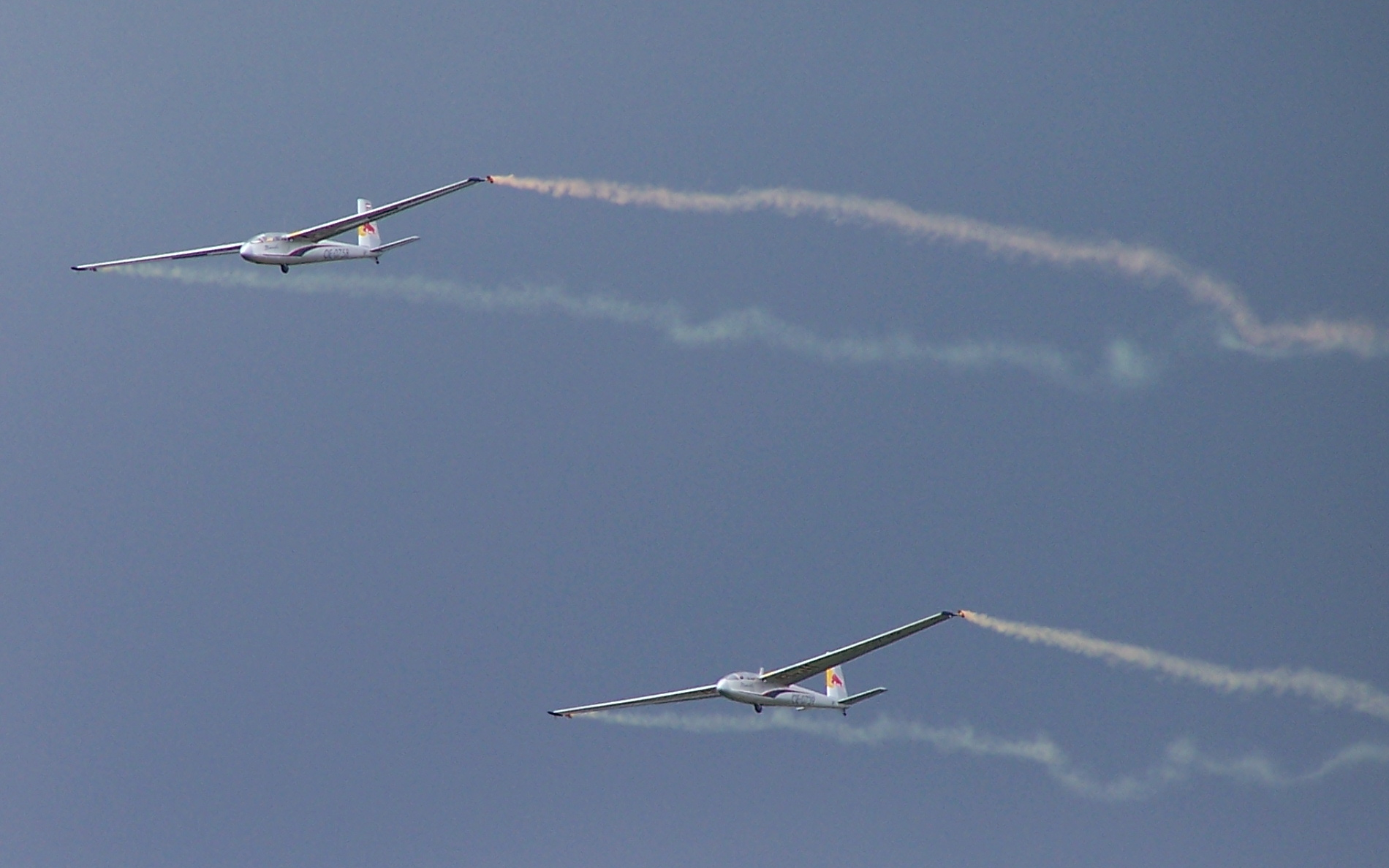
Planoare L-13 Blanik în zbor acrobatic
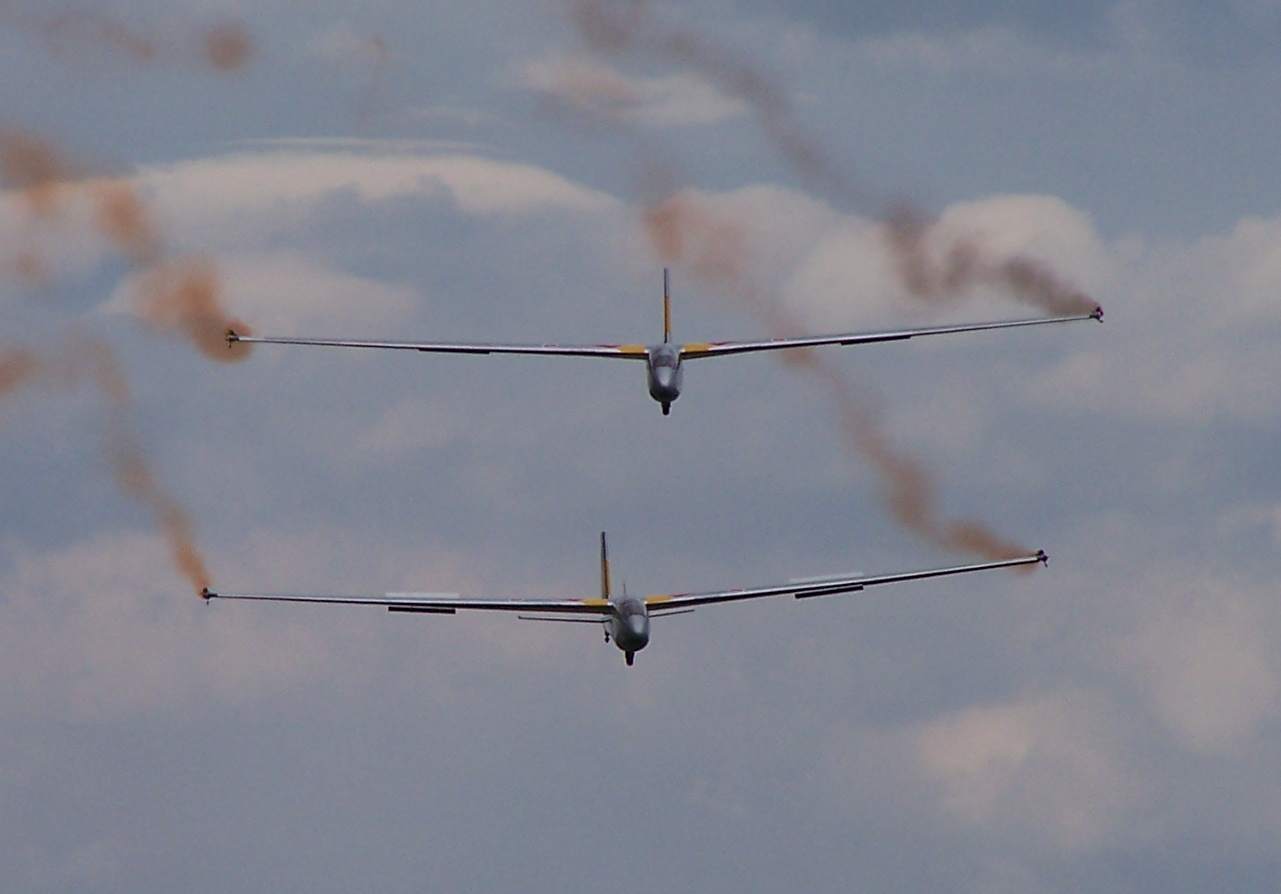
Planoare L-13 Blanik în zbor acrobatic
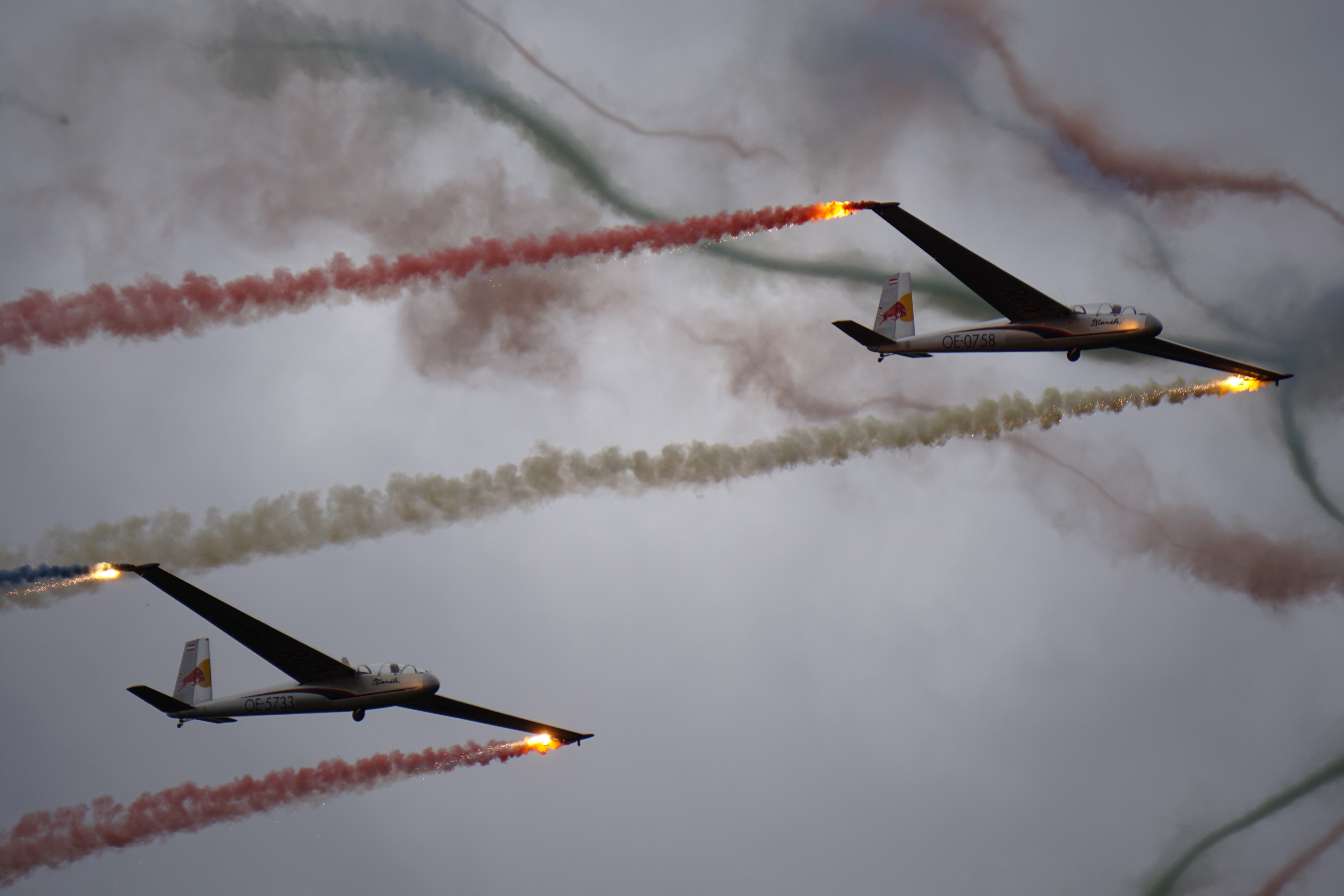
OE-0758 și OE-5733 în zbor acrobatic
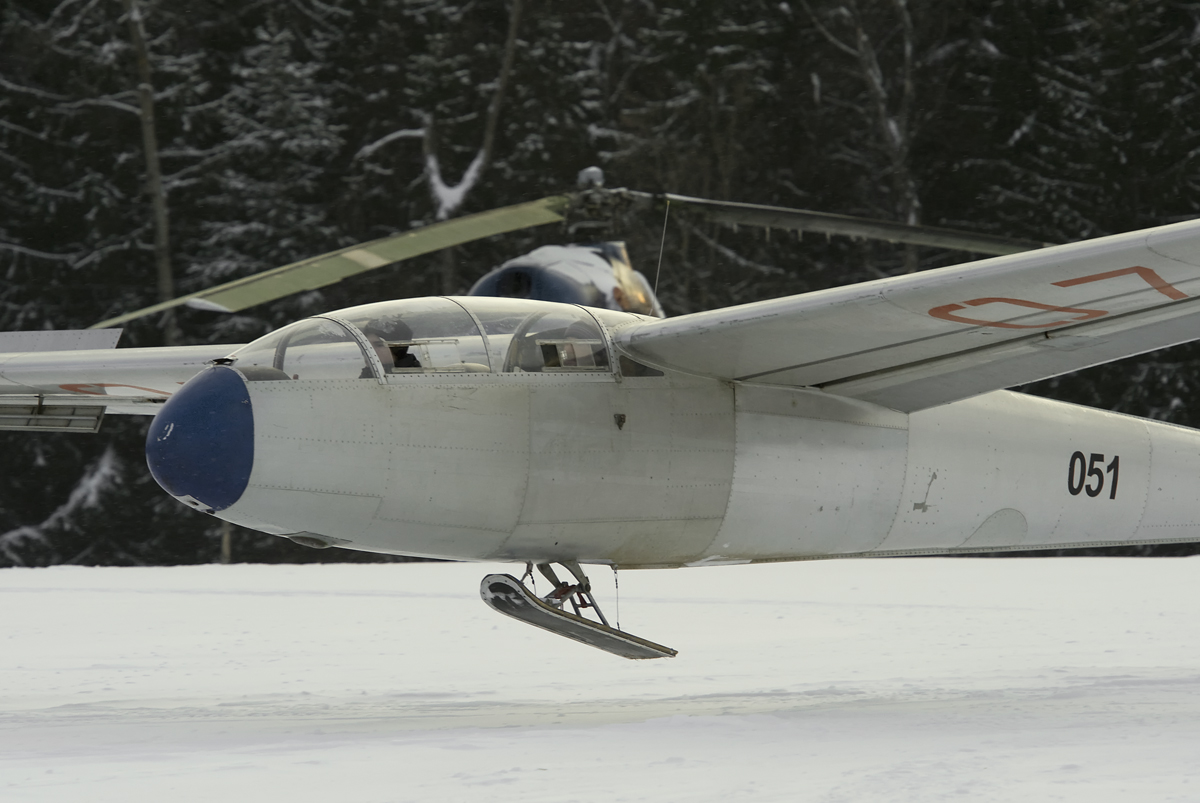
L-13 Blanik cu aterizor schiu, pentru zăpadă

## L-13 Blaník în film
Studioul Walt Disney Productions a folosit în filmul de aventuri pentru tineret The Sky Trap, planorul BlaníkL-13, realizând niște filmări spectaculoase ale evoluției în aer ale planorului.